# 주이란 미국 대사관
주이란 미국 대사관(영어: Embassy of the United States of America in Tehran, 페르시아어: سفارت ایالات متحده آمریکا، تهران)은 이란 테헤란 6구 탈레가니 1727번가에 위치한 옛 미국 대사관이다. 1979년에 이란에서 일어난 이란 혁명, 주이란 미국 대사관 인질 사건의 여파로 인하여 미국과 이란 간의 외교 관계가 단절됨에 따라 폐쇄되었다.

## 역사
주이란 미국 대사관 청사는 1948년에 튀르키예 앙카라 주재 미국 대사관을 설계한 건축가인 이데스 반 데르 그라흐트(Ides van der Gracht)에 의해 설계되었다. 이 건물은 1930년대와 1940년대 사이에 지어진 미국의 고등학교와 비슷한 2층 규모의 벽돌 건물이었다. 이 때문에 대사관 직원들은 1951년에 공사가 끝난 직후에 이란 주재 대사로 임명된 미국의 외교관인 로이 W. 헨더슨(Loy W. Henderson)에서 이름을 따서 "헨더슨 고등학교"(영어: Henderson High)라는 별명으로 불렀다.
1979년 11월 4일에는 루홀라 호메이니가 주도한 이란 혁명을 지지하던 테헤란의 시위대가 주이란 미국 대사관을 점거하고 444일 동안에 걸쳐 미국인 52명을 인질로 억류한 사건이 벌어졌다. 이 사건으로 인하여 미국과 이란 간의 외교 관계가 단절되었고 이란에 주재하던 미국 외교 사절단도 철수했다. 주이란 미국 대사관 청사는 더 이상 미국 정부에서 사용하지 않고 있는데 테헤란 주재 스위스 대사관 산하 공관인 미국 이익대표부가 이란에서 미국 정부의 이익을 대표하고 있다. 대사관을 점령했던 시위대가 영내에 부여한 "간첩의 소굴", "첩보의 소굴", "간첩의 둥지"는 아직도 많은 이란 국민들이 사용하는 이름이다.
대사관 청사가 함락된 이후에 이란 이슬람 혁명 수비대에서는 해당 건물을 훈련장으로 활용했는데 지금도 건물을 유지하기 위해 사용된다. 주변(대사관 부지 크기는 도시 블록 크기)을 이루는 벽돌 담장에는 이란 이슬람 공화국 정부의 의뢰를 통해 제작된 수많은 반미주의 벽화가 그려져 있다.  이 곳에는 서점과 박물관도 있다. 대사관의 일부는 반미주의 박물관으로 바뀌었고 몇몇 학생 단체들은 옛 대사관 청사에 사무실을 유지하고 있다. 2017년 1월 기준으로 주이란 미국 대사관 청사는 이란 국민과 외국인 모두에게 개방되어 있다. 미국의 국장이 새겨져 있는 담장은 심하게 손상되었지만 여전히 진입로에서 볼 수 있다.
루홀라 호메이니를 지지한 이맘 계열의 무슬림 학생 추종자들은 주이란 미국 대사관 내에서 압수한 문서들(파쇄된 문서들 포함)을 《미국의 간첩 소굴에서 온 문서들》(페르시아어: اسناد لانه جاسوس امریكا)이라는 일련의 책으로 출판했다. 이 책들에는 미국 국무부와 중앙정보부의 전보, 통신, 보고 등이 포함되어 있는데 이 가운데 일부는 오늘날까지도 기밀로 남아 있다.

## 주이란 스위스 대사관 산하 미국 이익대표부
미국 정부는 이란과의 외교 관계가 단절된 이후에 스위스를 이란에서의 이익대표국으로 지정했다. 따라서 미국과 이란 간의 비공식적인 관계에 관한 임무는 주이란 스위스 대사관 산하 미국 이익대표부를 통해 수행된다. 미국 시민들을 위한 서비스는 제한적이다. 해당 공관에서는 미국 사증, 그린카드, 이민 관련 서비스를 수행할 수 있는 권한이 없다.
2009년 2월에는 이란 경찰이 미국 이익대표부 제1비서 역할을 하던 스위스의 외교관인 마르코 켐프(독일어: Marco Kämpf)가 자신이 타고 있던 공식 외교 의전 차량 운전석에서 이란 국적을 가진 여성과 마주보고 있는 것을 발견하고 그를 체포했다. 켐프는 즉시 스위스로 소환되었다.

## 구 주미국 이란 대사관
미국 국무부는 이란 정부가 테헤란 주재 미국 대사관을 압수한 것에 대응하기 위하여 워싱턴 D.C. 주재 구 이란 대사관 부지를 압수했다. 미국 주재 이란 이익대표부는 주미국 파키스탄 대사관 산하 공관으로 운영된다.

## 사진

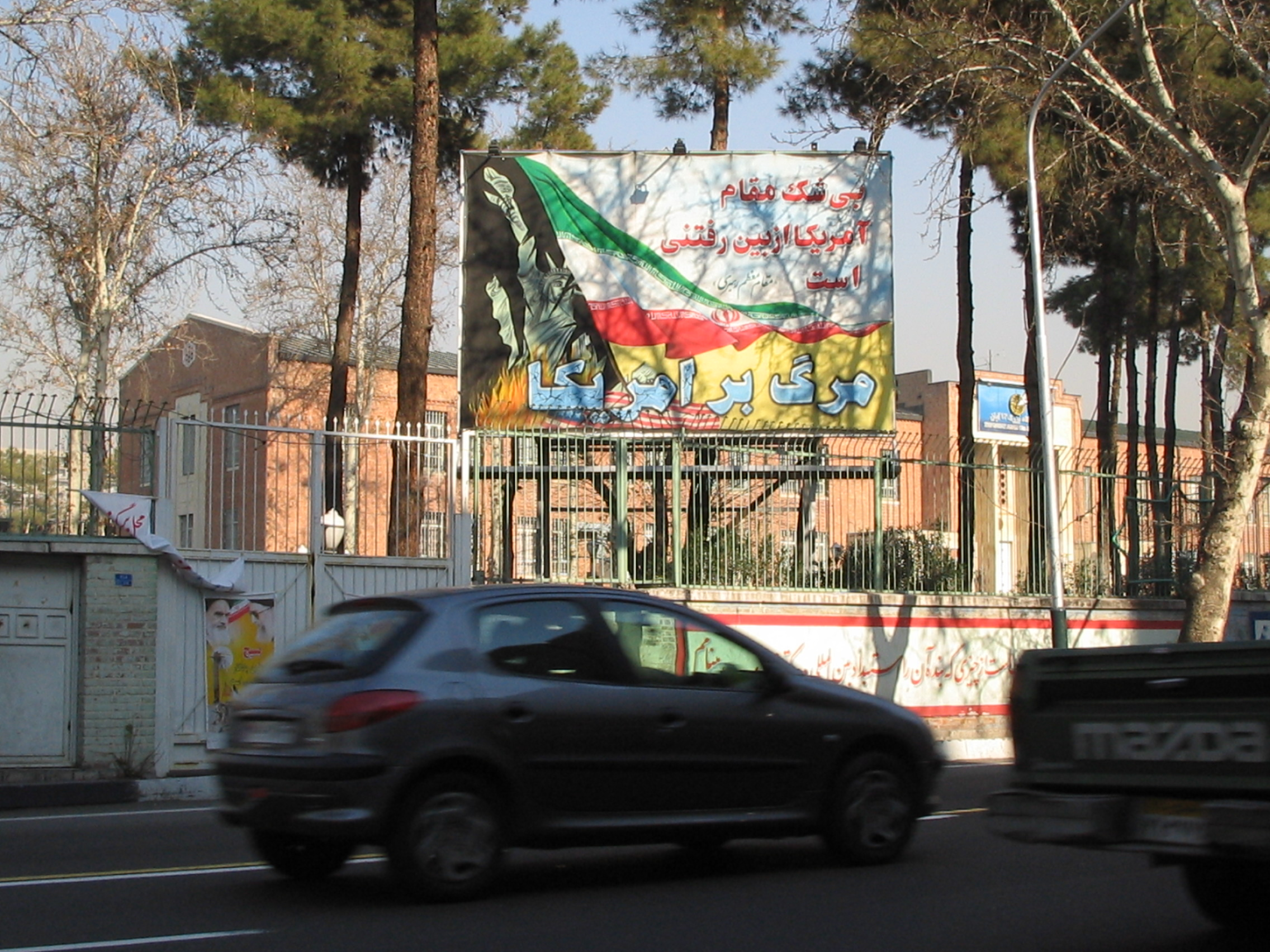
구 주이란 미국 대사관 청사 (2005년 촬영)
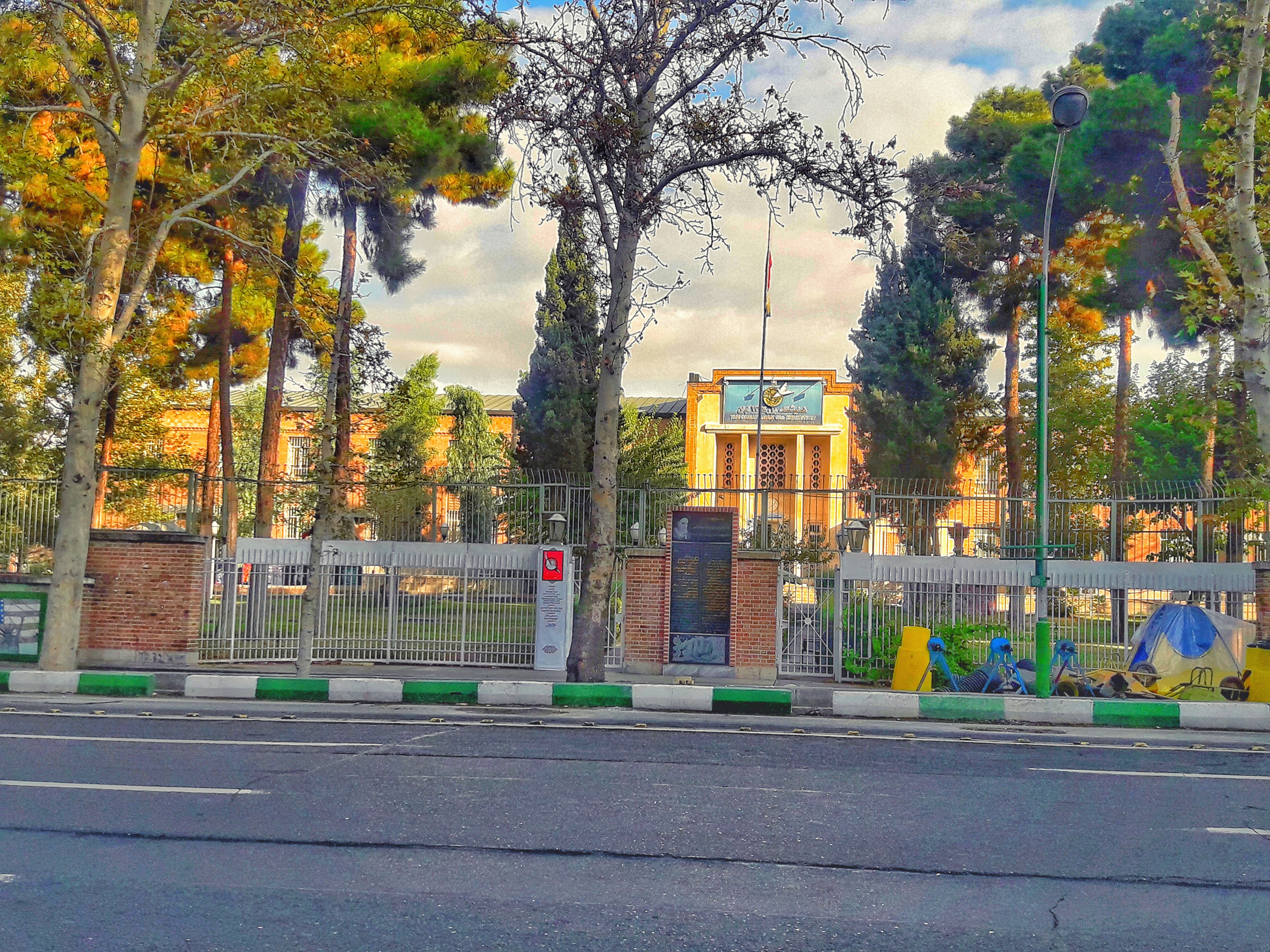
테헤란 탈레가니가에서 본 구 주이란 미국 대사관 청사 (2017년 촬영)
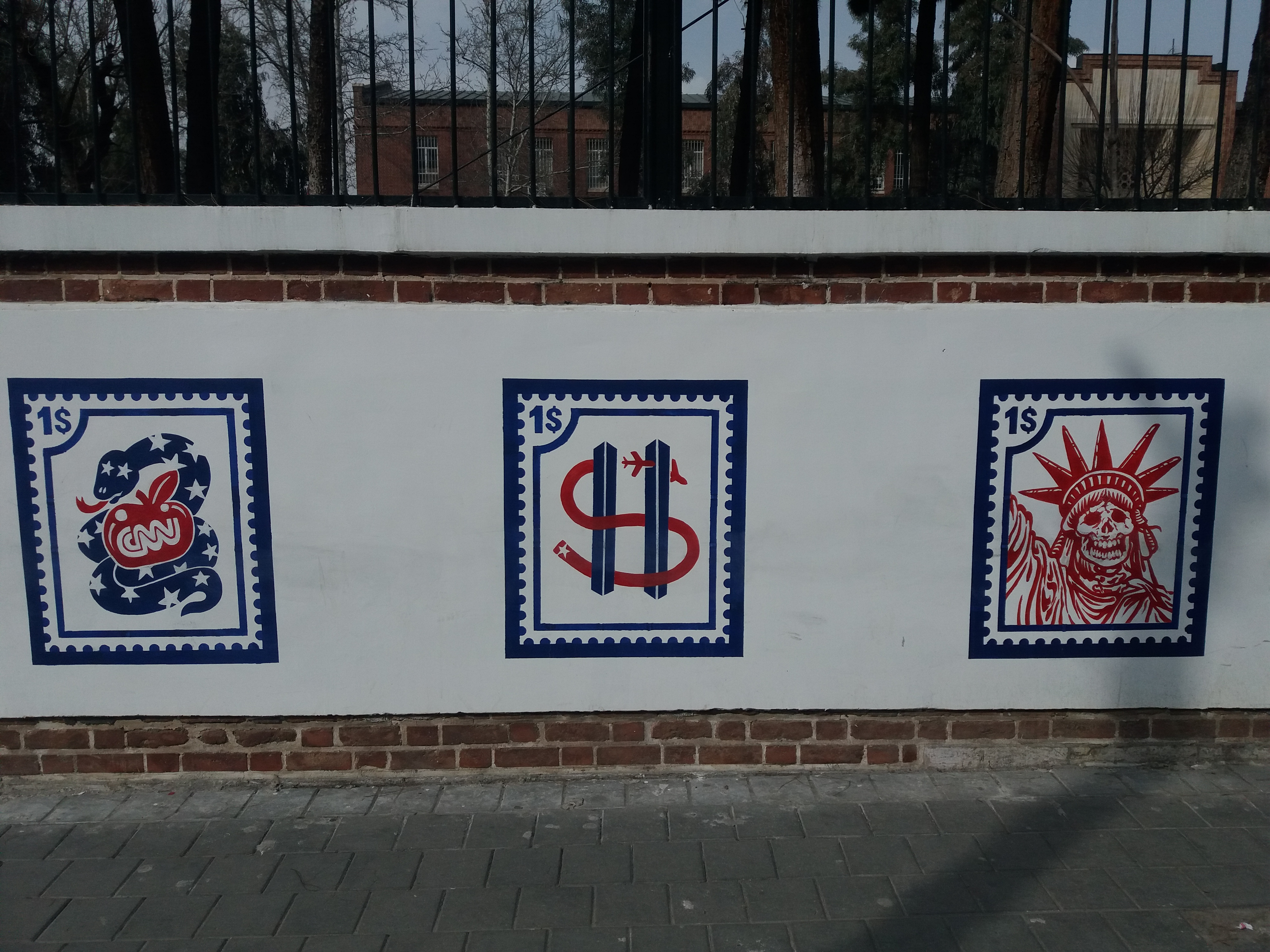
구 주이란 미국 대사관 청사 담장에 그려진 반미주의 벽화

## 같이 보기
- 주이란 미국 대사관 인질 사건
- 주미국 이란 대사관